# Генц, Фридрих фон

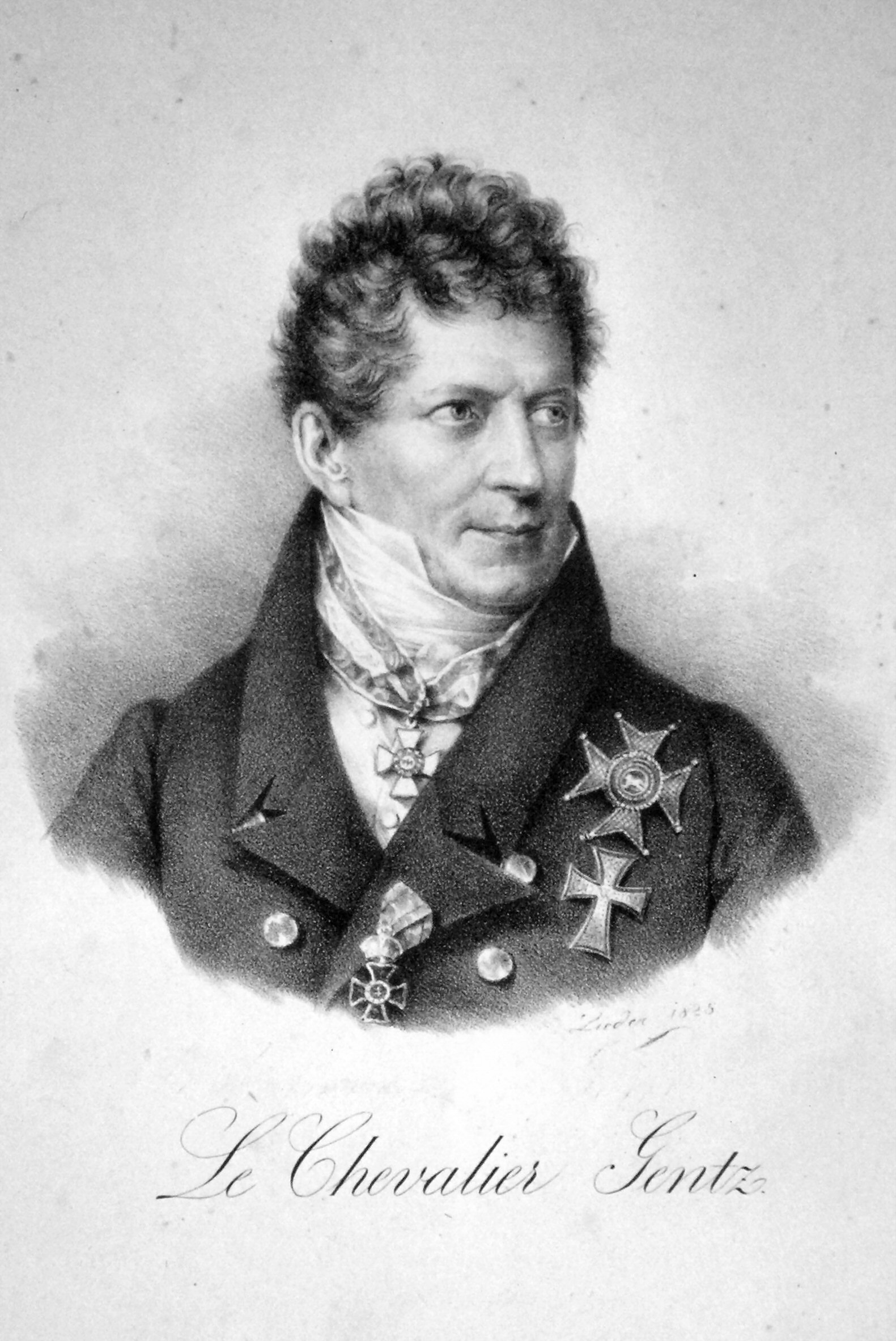
Фридрих фон Генц

Фридрих фон Генц (нем. Friedrich von Gentz; 2 мая 1764, Бреслау — 9 июня 1832, Вайнхауз близ Вены, Австрийская империя) — немецко-австрийский писатель и публицист, мыслитель, политический деятель. Советник князя Клеменса фон Меттерниха.

## Биография
Сын минцмейстера, позже директора Берлинского монетного двора. Младший брат — берлинский архитектор Генрих Генц. После перевода отца в Берлин, окончил гимназию и поступил в университет Кёнигсберга. Ученик Канта.
После непродолжительной государственной службы, занялся литературным творчеством и издательской деятельностью.
Сначала был поклонником философии Руссо и Канта, приверженцем новых идей, но под влиянием крайностей Великой французской революции сделался фанатичным их врагом. Когда революционное движение во Франции стало утихать, Ф. Генц перешёл на сторону либеральных и национальных идей. Был представителем раннего немецкого консерватизма. Развивал взгляды Э. Бёрка.
В 1797 году обратился с посланием к новому королю Пруссии Фридриху-Вильгельму III, в котором требовал свободы печати и объединения Германии. В этот период он написал «Ueber den Ursprung und Charakter des Kriegs gegen die Franzosische Revolution» (1801); «Ueber den polit. Zustand von Europa vor und nach der Revolution» (1801—1802).
Ф. Генц защищал то представительную форму правления Англии, то «чисто монархичесую» Пруссии, так же изменял он свои взгляды и на иностранную политику: из защитника нейтралитета и мирной политики он сделался сторонником коалиционной политики Англии и Австрии.
В 1802 г. перешел на австрийскую службу; в 1806 г. был главным редактором прусского манифеста об объявлении войны, а в 1809 и 1813 гг. составлял австрийские манифесты.
С 1810 г. с ним произошла новая перемена: он уже не защищал войны за освобождение.
Ф. Генц сделался орудием Меттерниха и защитником реакционной политики; он был генеральным секретарём как на Венском конгрессе, так и на последовавших за ним, редактировал все относившиеся к ним манифесты и декларации. Служил реакции и как публицист, доказывая, между прочим, что под «однородными постановлениями о свободе печати», которые были обещаны союзным актом, нужно понимать только учреждение цензуры, одинаковой для всех союзных государств.
Генц, являвшийся убеждённым сторонником принципа политического равновесия — «баланса сил» в международных отношениях, благодаря своим личным качествам, как доверенное лицо Меттерниха, способствовал нахождению австро-российского компромисса и становлению Священного союза, инициатором которого был Александр I.
Заслуги Генца не остались незамеченными — император Александр I даровал ему русское дворянство и графский титул.

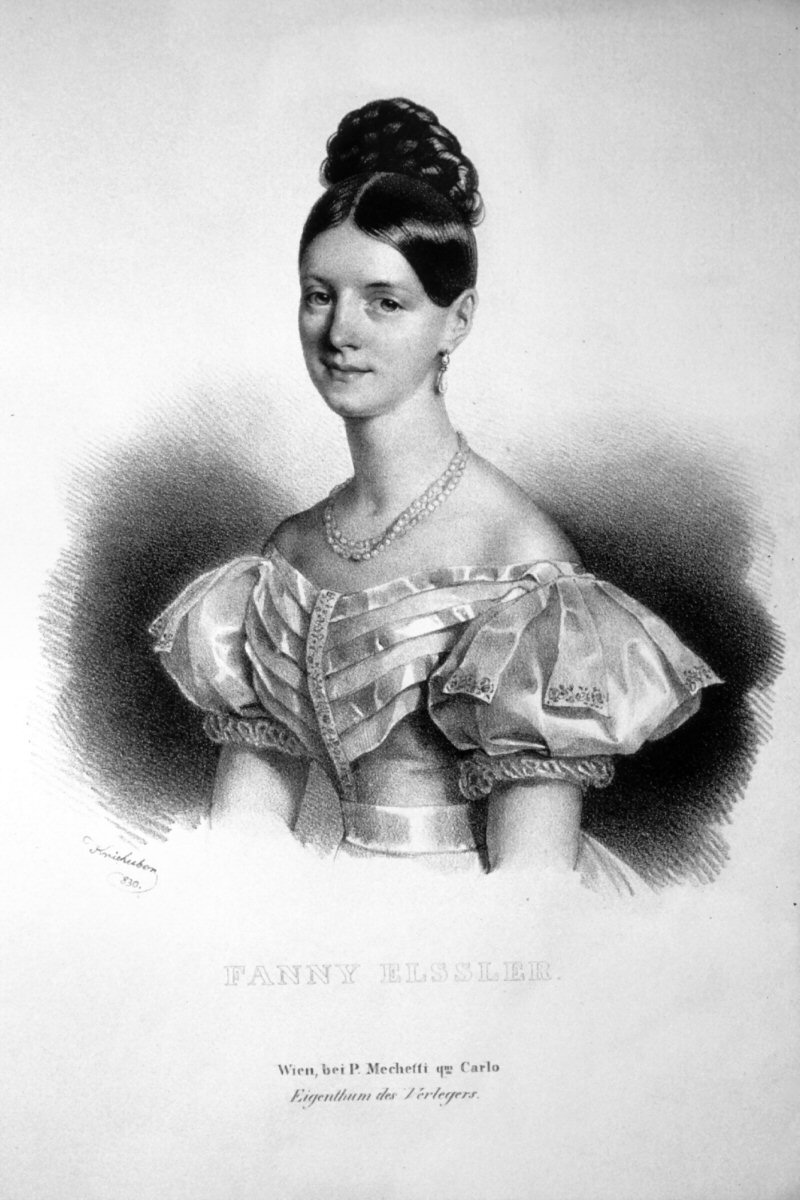
Фанни Эльслер

В жизни был страстным меломаном и поклонником театрального искусства. В 1829 году познакомился в молодой 19-летней танцовщицей Фанни Эльслер. Потратил много средств и усилий, чтобы научить её правильному произношению и французскому языку, занимался её образованием, помог приобрести связи среди своих друзей. Фанни была с ним до его смерти; затем продолжила сценическую карьеру, став наряду с Марией Тальони, одной из самых известных балерин XIX-го века.
Все наиболее важные его сочинения собраны в издании Weick’a (Штутгардт, 1836—1838).
В 1947 г. была издана биография Генца, написанная немецким историком и писателем Голо Манном

## Избранные труды
- «Mémoires et lettres inédites» (Штутгардт, 1841);
- «Briefwechsel zwischen Friedrich Gentz und Adam Heinr. Müller. 1800—1829» (Штутгардт, 1857);
- «Tagebücher» (Лейпциг, 1873—1874);
- «Aus dem Nachlasse F. von G.» (Вена, 1867);
- «Fr. von G. Briefe an Pilat» (Лейпциг, 1868);
- «Briefe polit. Inhalts von und an G.» (1870);
- «Dépêches inédites du chevalier de G. aux hospodars de Valachie» (1876);
- «Zur Geschichte der Oriental. Frage. Briefe aus dem Nachlasse von G., 1823-29» (1877).